# Сиамская лофура

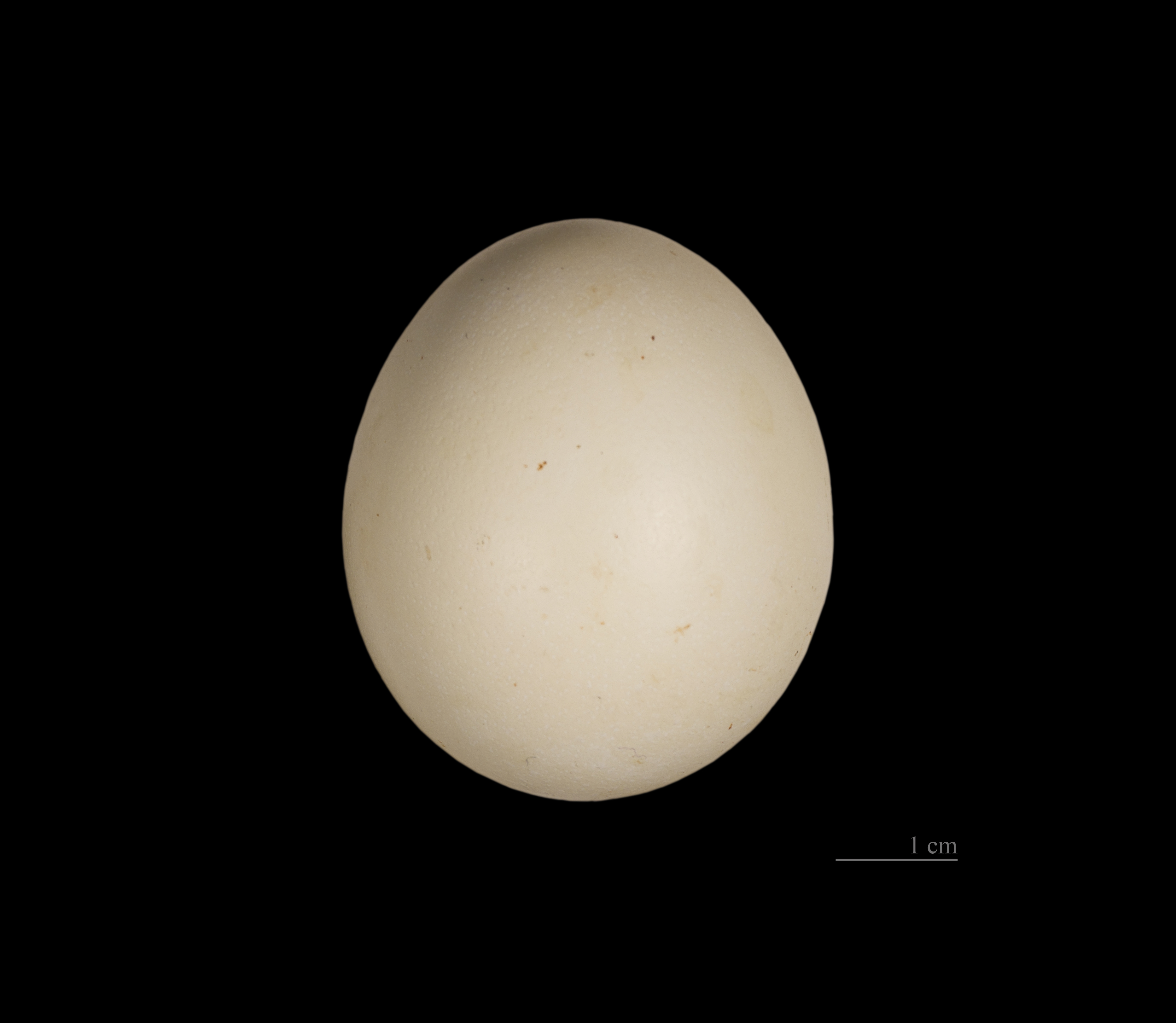
Lophura diardi

Сиамская лофура (лат. Lophura diardi) — птица из рода лофур (Lophura) семейства фазановых (Phasianidae).

## Ареал и охранный статус
Сиамская лофура встречается в Таиланде, Лаосе, Камбодже и Вьетнаме. Обитает в вечнозелёных, полувечнозелёных и бамбуковых лесах на высоте до 800 (1500) м над уровнем моря. Собирается в небольшие стаи.
Внесена в категорию видов, находящихся в состоянии, вызывающим наименьшие опасения МСОП. В настоящее время численность лофур уменьшается в основном из-за охоты.

## Описание
Взрослые самцы достигают длины около 80 см (длина хвоста 33—36см), а самки — около 60 см (длина хвоста 22—26 см). Самец окрашен в серые тона, с красной кожей «лица» и ногами. Перья на голове чёрные, изогнутые. Радужная оболочка красная или коричневая. Перья хвоста длинные, изогнутые, черноватые. Самка окрашена в коричневые тона, перья хвоста и крыльев черноватые. В одной кладке от четырёх до восьми розоватых яиц.

## Название
Научное название рода восходит к греч. «λόφος», что означает «холм». Видовой эпитет дан в честь французского исследователя и натуралиста Пьера-Медара Диара.